# Toulgoetia cauteriata
Toulgoetia cauteriata là một loài bướm đêm trong họ Geometridae.